# Félix Resurrección Hidalgo
Félix Resurrección Hidalgo y Padilla – hiszpański malarz pochodzący z Filipin.
Pochodził z zamożnej rodziny. Studiował prawo, ale porzucił je dla malarstwa w Akademii Rysunku i Malarstwa w Manili. W 1879 r. wyjechał na stypendium do Madrytu, gdzie uczył się w Królewskiej Akademii Sztuk Pięknych św. Ferdynanda. Podróżował po różnych europejskich miastach i brał udział w prestiżowych wystawach. W 1884 r. zdobył II medal na Krajowej Wystawie Sztuk Pięknych w Madrycie.